# Cour d'appel des États-Unis pour le circuit du district de Columbia
Ne doit pas être confondu avec Cour d’appel du district de Columbia.
La cour d’appel des États-Unis pour le circuit du district de Columbia (en anglais, United States Court of Appeals for the District of Columbia Circuit), connue sous le nom officieux de D.C. Circuit (« circuit de DC » en français) est la cour d'appel fédérale de la ville de Washington, D.C. aux États-Unis. 
Comme pour toutes les cours d'appel américaines, les appels interjetés sur les décisions de cette cour sont entendus de façon discrétionnaire par la Cour suprême des États-Unis. Cette cour ne doit pas être confondue avec la cour d’appel du district de Columbia (District of Columbia Court of Appeals), qui est l'équivalent d'une Cour suprême d'État fédéré pour le district fédéral.
Bien que sa compétence géographique soit de très loin la plus petite de toutes les cours d'appel américaines, cette cour est cependant l'une des plus importantes. En effet, elle a compétence pour statuer en première instance sur les décisions d'un grand nombre d'agence fédérales. En plus des agences dont les statuts disposent explicitement que leur contentieux doit être traité par cette cour, elle entend aussi les cas d'autres agences du fait du Administrative Procedures Act. Étant donné l'étendue du pouvoir des agences fédérales, cela confère un rôle central dans la politique et le droit américain aux juges du circuit de DC. Elle juge également en appel les affaires saisies par la Cour de district des États-Unis pour le district de Columbia, la cour de district spécifique à la capitale fédérale. 
Un poste de juge au D.C. Circuit est souvent un tremplin vers une nomination à la Cour suprême. Ainsi le juge John Roberts, qui servait à la cour depuis 2003 a été nommé en 2005 par le président George W. Bush pour remplacer Sandra Day O'Connor à la Cour suprême. Roberts devient le quatrième juge du circuit de DC à siéger à la Cour suprême, rejoignant Ruth Bader Ginsburg, Antonin Scalia, et Clarence Thomas. Le président Ronald Reagan a échoué à nommer deux juges de ce circuit à la Cour suprême : l'ancien juge Robert Bork, rejeté par le sénat en 1987, et le président du circuit Douglas H. Ginsburg (en), qui retire sa candidature après avoir avoué avoir consommé de la marijuana. De même, en 2016, Barack Obama ne parvient pas à faire passer la nomination de Merrick Garland, à la tête de la cour d'appel depuis 2013.
La cour siège près de Judiciary Square (en) dans le centre-ville.

## Liste des juges en chef
| Titulaire           | Durée | Durée | Président                   |
| ------------------- | ----- | ----- | --------------------------- |
| Douglas H. Ginsburg | 2001  | 2008  | George W. Bush              |
| David B. Sentelle   | 2008  | 2013  | George W. Bush Barack Obama |
| Merrick Garland     | 2013  | 2020  | Barack Obama Donald Trump   |
| Sri Srinivasan      | 2020  |       | Donald Trump Joe Biden      |